# Meritaton
Meritaton foi a filha primogênita do faraó Aquenáton e da rainha Nefertiti. O seu nome significa "a amada de Aton".
É provável que tenha nascido na cidade de Tebas, poucos anos antes da ascensão de Aquenáton ao trono. Cresceu em Akhetaton ("o horizonte de Aton"), a nova capital do Antigo Egito mandada construir pelo seu pai.
Meritaton surge em várias representações junto com os seus pais e irmãs, em cenas que retratam a vida familiar da família real, inéditas até então na arte egípcia. Nessas representações surge, à semelhança dos outros membros da sua família, com o crânio alongado, o que levou alguns a apresentarem a hipótese de se tratar de alguma deformação congénita; a existência de representações mais "clássicas" da família real leva a crer que se trataria de uma tendência artística e não de uma doença. Em outras representações surge atrás da mãe agitando um sistro (instrumento musical sagrado), com o objectivo de afastar influências maléficas. 
Por volta do ano 13 do reinado do seu pai (os egípcios contavam os anos a partir da ascensão de um rei ao trono) Meritaton foi feita "Grande Esposa Real" de Aquenáton, substituindo a mãe neste papel, o que leva alguns egiptólogos a especular se Nefertiti teria morrido por esta altura. Não se sabe se este casamento foi meramente simbólico ou consumado; é possível que dele tenha nascido uma menina com o mesmo nome (para alguns esta menina seria filha de Aquenáton com uma esposa secundária, Kiya).
Mais tarde Meritaton foi esposa do sucessor do pai, Semencaré, farão em torno do qual há muitos mistérios. Não se sabe nada sobre os últimos anos de Meritaton.